# Midrevaux
Midrevaux est une commune française située dans le département des Vosges, en Lorraine, dans la région administrative Grand Est.
Ses habitants sont appelés les Midrevalliens.

## Géographie
Midrevaux est un village entouré de forêts, bordé par la Saônelle, affluent de la Meuse, à l'ouest de Neufchâteau et de Coussey.

### Communes limitrophes

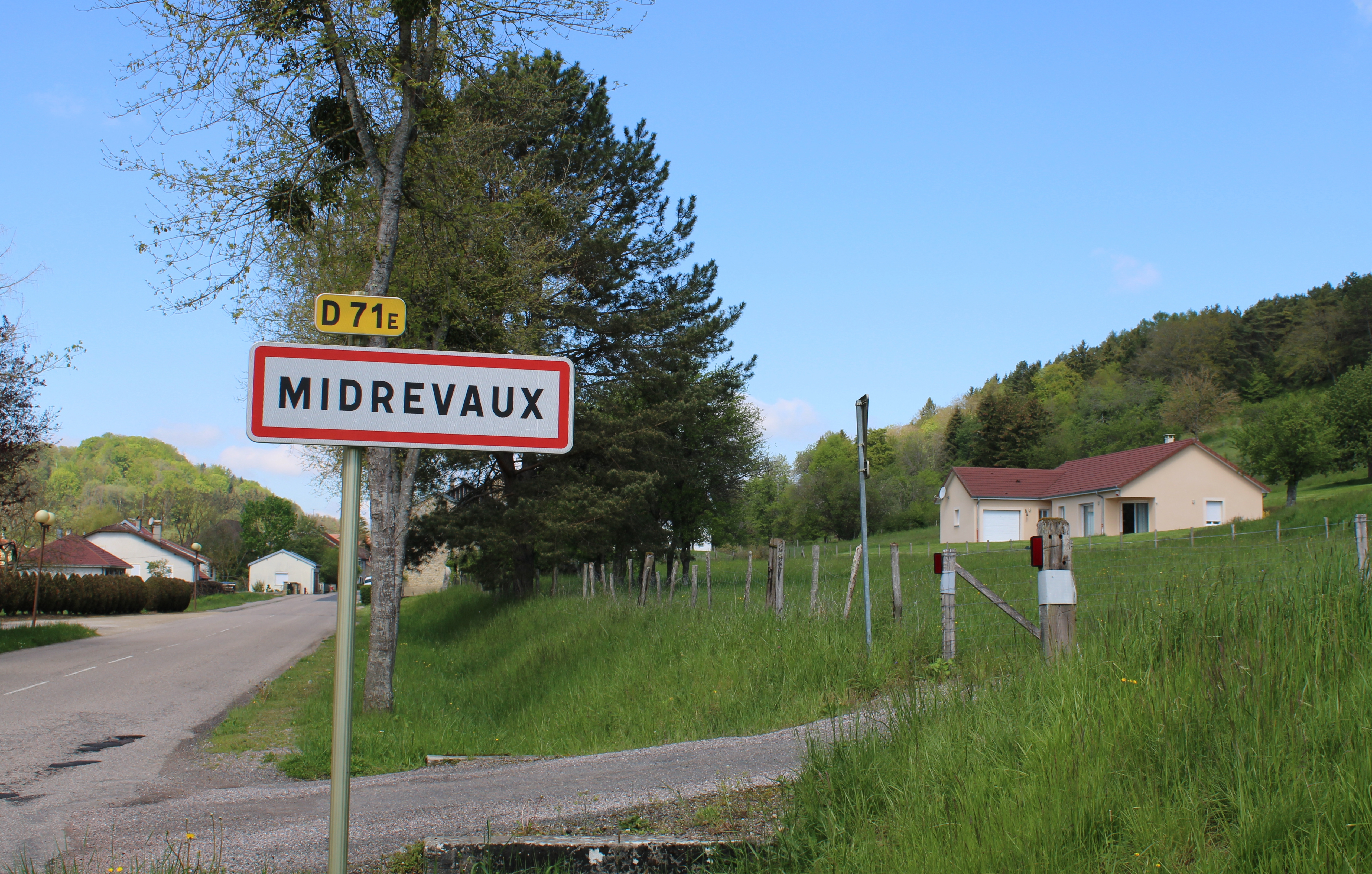
Entrée du village.

### Géologie et relief
La commune se compose de 25,08 hectares de territoires artificialisés (1,76 %), 366,15 hectares de territoires agricoles (25,69 %) et 1 034,07 hectares de forêts et milieux semi-naturels (72,57 %),.
Espaces naturels :
- Deux espace protégé hors Natura 2000 :

Prairie et marais du morin pre et des presles,
Prairie et marais du morin pre et des presles - parcelle en maitrise d'usage.
- Un espace protégé Natura 2000 :

Vallée de la Saônelle.
- Quatre zones naturelles d'intérêt écologique, faunistique et floristique (Znieff) :

Gîtes à chiroptères de Mont-les-Neufchâteau et Sionne,
Pays de Neufchâteau,
Gîtes à chiroptères de Midrevaux,
Forêts domaniales de Vaucouleurs, de Montigny, du Vau, des bâtis et de Maupas.

### Hydrographie et les eaux souterraines
Hydrogéologie et climatologie : Système d’information pour la gestion des eaux souterraines du bassin Rhin-Meuse :
Territoire communal : Occupation du sol (Corinne Land Cover); Cours d'eau (BD Carthage),
Géologie : Carte géologique; Coupes géologiques et techniques,
 Hydrogéologie : Masses d'eau souterraine; BD Lisa; Cartes piézométriques.
La commune est située pour partie dans le bassin versant de la Meuse au sein du bassin Rhin-Meuse et pour partie dans le  la région hydrographique « La Seine de sa source au confluent de l'Oise (exclu) » au sein du bassin Seine-Normandie. Elle est drainée par la ruisseau la Saonnelle, Ru de Rorthey et Ru du Vau,.
La Saônelle, d'une longueur totale de 21,8 km, prend sa source dans la commune de Lafauche et se jette dans la Meuse en limite de Frebécourt et Coussey, après avoir traversé huit communes.

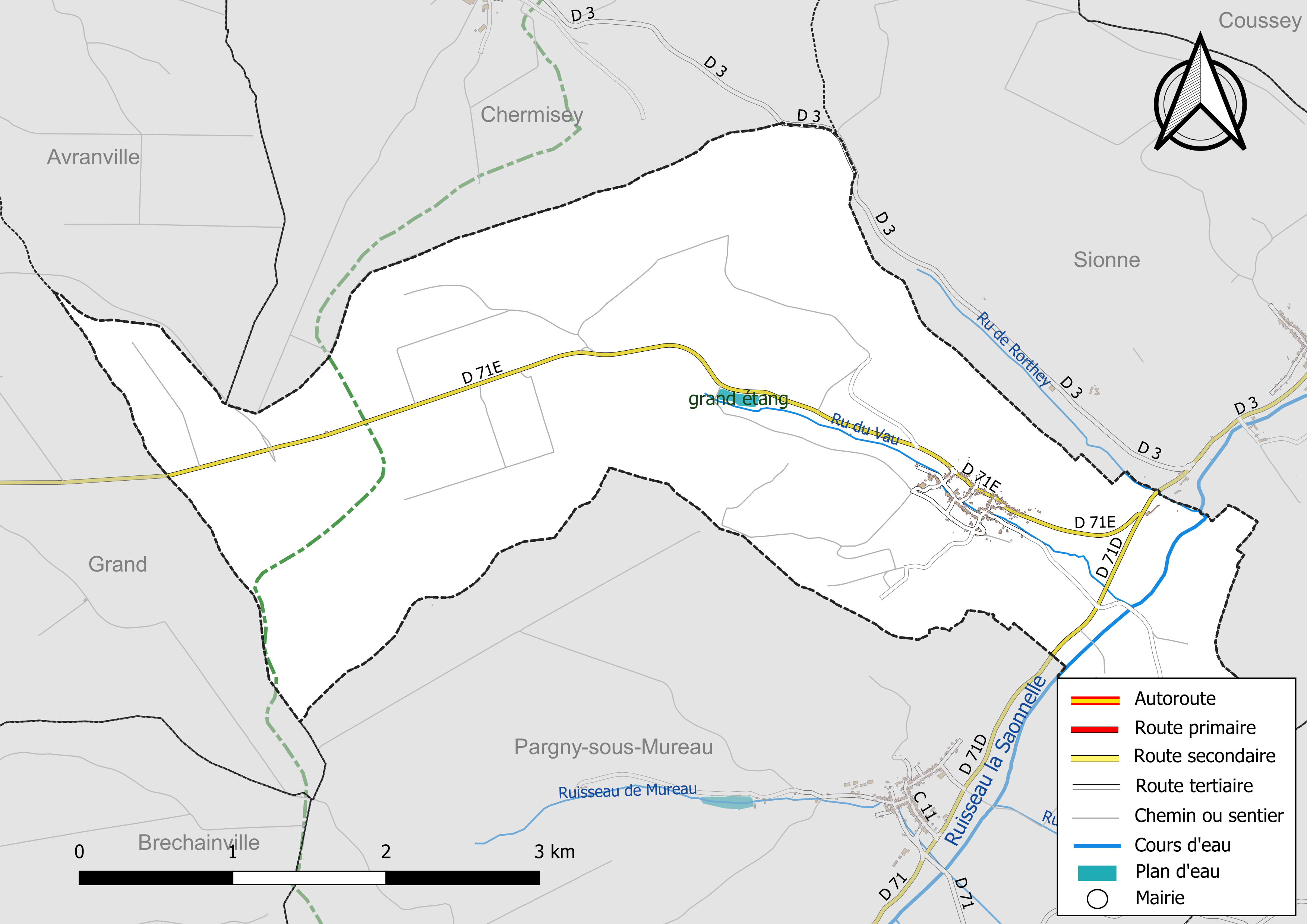
Réseaux hydrographique et routier de Midrevaux.

La qualité des eaux de baignade et des cours d’eau peut être consultée sur un site dédié géré par les agences de l’eau et l’Agence française pour la biodiversité.

### Climat
Pour des articles plus généraux, voir Climat du Grand Est et Climat des Vosges.
En 2010, le climat de la commune est de type climat de montagne, selon une étude du Centre national de la recherche scientifique s'appuyant sur une série de données couvrant la période 1971-2000. En 2020, Météo-France publie une typologie des climats de la France métropolitaine dans laquelle la commune est exposée à un climat océanique altéré et est dans la région climatique  Lorraine, plateau de Langres, Morvan, caractérisée par un hiver rude (1,5 °C), des vents modérés et des brouillards fréquents en automne et hiver. 
Pour la période 1971-2000, la température annuelle moyenne est de 9,6 °C, avec une amplitude thermique annuelle de 16,4 °C. Le cumul annuel moyen de précipitations est de 1 057 mm, avec 14 jours de précipitations en janvier et 9,9 jours en juillet. Pour la période 1991-2020, la température moyenne annuelle observée sur la station météorologique de Météo-France la plus proche, « Rollainville », sur la commune de Rollainville à 10 km à vol d'oiseau, est de 10,3 °C et le cumul annuel moyen de précipitations est de 860,3 mm. 
La température maximale relevée sur cette station est de 39,6 °C, atteinte le 25 juillet 2019 ; la température minimale est de −18,2 °C, atteinte le 20 décembre 2009,,. 
Les paramètres climatiques de la commune ont été estimés pour le milieu du siècle (2041-2070) selon différents scénarios d'émission de gaz à effet de serre à partir des nouvelles projections climatiques de référence DRIAS-2020. Ils sont consultables sur un site dédié publié par Météo-France en novembre 2022.

## Urbanisme

### Typologie

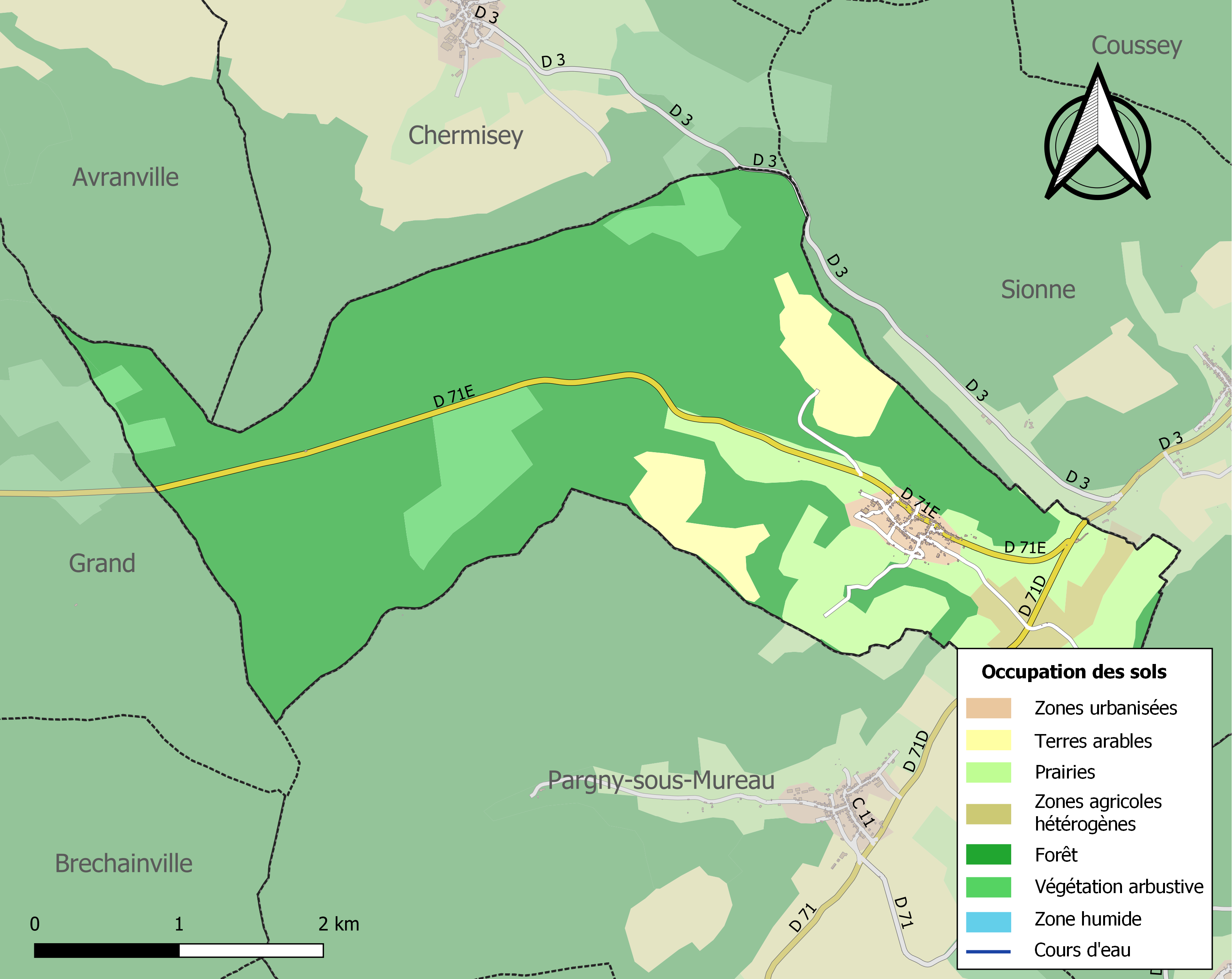
Carte des infrastructures et de l'occupation des sols de la commune en 2018 (CLC).

Au 1er janvier 2024, Midrevaux est catégorisée commune rurale à habitat dispersé, selon la nouvelle grille communale de densité à sept niveaux définie par l'Insee en 2022.
Elle est située hors unité urbaine. Par ailleurs la commune fait partie de l'aire d'attraction de Neufchâteau, dont elle est une commune de la couronne,. Cette aire, qui regroupe 72 communes, est catégorisée dans les aires de moins de 50 000 habitants,.

### Occupation des sols
L'occupation des sols de la commune, telle qu'elle ressort de la base de données européenne d’occupation biophysique des sols Corine Land Cover (CLC), est marquée par l'importance des forêts et milieux semi-naturels (72,6 % en 2018), une proportion identique à celle de 1990 (72,6 %). La répartition détaillée en 2018 est la suivante : 
forêts (65,9 %), prairies (16,4 %), milieux à végétation arbustive et/ou herbacée (6,7 %), terres arables (5,9 %), zones agricoles hétérogènes (3,4 %), zones urbanisées (1,8 %).

### Voies de communications et transports

#### Voies routières
- A31 (aussi appelée autoroute de Lorraine-Bourgogne). Échangeur Châtenois.

#### Transports en commun

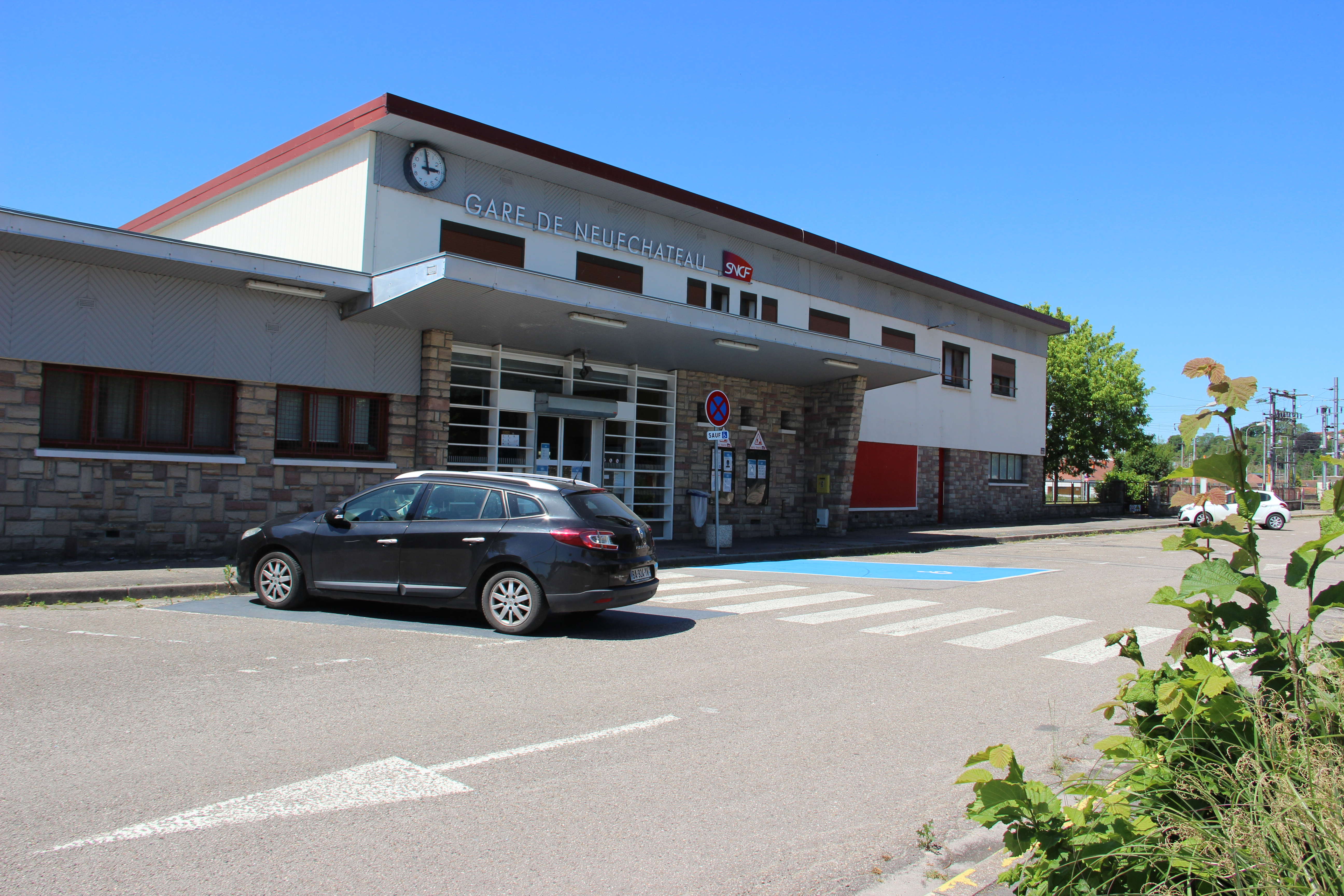
Gare de Neufchâteau.

- Fluo Grand Est.

#### Lignes SNCF
- Gare de Neufchâteau

#### Transports aériens
- L'Aéroport d'Épinal-Mirecourt « Vosges Aéroport ».

À partir de l'été 2021, l’aéroport d’Épinal-Mirecourt est devenu le "pélicandrome" de la Zone Est et servira ainsi de base de ravitaillement et d’intervention pour les avions bombardiers d’eau connus sous le nom de Dash 8.
- Aérodrome de Langres - Rolampont.
- Aéroport de Nancy-Essey

## Toponymie
Le nom de la localité est attesté sous les formes Mudrevallis (1196) ; Mundrevallis (1196) ; Prædium de Mundrivalle (XIIe siècle) ; Mundreval (1250) ; Mundrinval (1252) ; Mundrival (1255) ; Mendrevaul, Mendrevalz (1372) ; De Meliorivalle (1402) ; Mandreval, Mendreval (1412) ; Mundrevalz (1423) ; Mudrevaulx, Meudrevaulx (1530) ; Mudrelvaux (1556) ; Meudrevaux (1575) ; Mudrevaulx (1601) ; Mandrevaux (1656) ; Midreval, Melior Vallis ou Mundri Vallis (1768).

D'après H. Lepage et Ch. Charton, Midrevaux (aussi Melior Valis, Mundri Valis, Midreval) est un village , en partie sur le versant d'une montagne, en partie dans une plaine, sur le Ruisseau de Vaux.
Étymologie.

## Histoire
D'après H. Lepage et Ch. Charton, Midrevaux (aussi Melior-Valis, Mundri-Valis, Midreval) est un village de l'ancienne province de Champagne, en partie sur le versant d'une montagne, en partie dans une plaine, sur le ruisseau du Vau, près du chemin de grande communication numéro 4 de Liffol-le-Grand à Coussey ; à 78 km d'Épinal et 8 de Neufchâteau, chef-lieu du canton.
Selon certains antiquaires, la commune tirerait son nom du culte que les Gaulois auraient rendu, en ce lieu, à Mitra, l'une de leurs divinités (Mitra Vallis, vallée de Mitra). Aucun monument ne confirme cette opinion qui reste très minoritaire.
Louis XI, roi de France, autorise son conseiller au pays d"Anjou à recevoir « les foi et hommages » de Jeanne de  Manonville (fille de Jean et de Allarde de Chambley), veuve de Jean de Beauvau (1421-1468) pour le château de Rorthey.
Il y avait, en 1848, 488 habitants répartis en 134 maisons pour 166 ménages, dont 49 électeurs censitaires. Une école mixte abritait 101 élèves. Le village disposait d'un bureau de bienfaisance.
Il y avait, au Xe siècle, une colline appartenant au territoire de Midrevaux, et nommée encore Châtillon, un château fortifié dont on trouve les fondations. Démoli sur l'ordre de saint Gérard, évêque de Toul, ces pierres servirent à la construction du château de Rorthey.
L'abondance des ressources en affouage a attiré à Midrevaux un grand nombre de personnes des communes étrangères, ce qui a doublé la population en moins de 50 ans.

## Politique et administration
| Période                                  | Période   | Identité               | Étiquette | Qualité          |
| ---------------------------------------- | --------- | ---------------------- | --------- | ---------------- |
| Les données manquantes sont à compléter. |           |                        |           |                  |
| mars 1977                                | mars 1983 | Henri Davignon         | PS        |                  |
| mars 1983                                | mars 2008 | Gérard Davignon        | PS        |                  |
| mars 2008                                | mars 2014 | Jean-Jacques Herbillot |           | Menuisier        |
| mars 2014                                | mai 2020  | Anny Boudin            | UMP-LR    | Retraitée        |
| juin 2020                                | En cours  | Bernard Martin         |           | Chauffeur de bus |

### Budget et fiscalité 2023

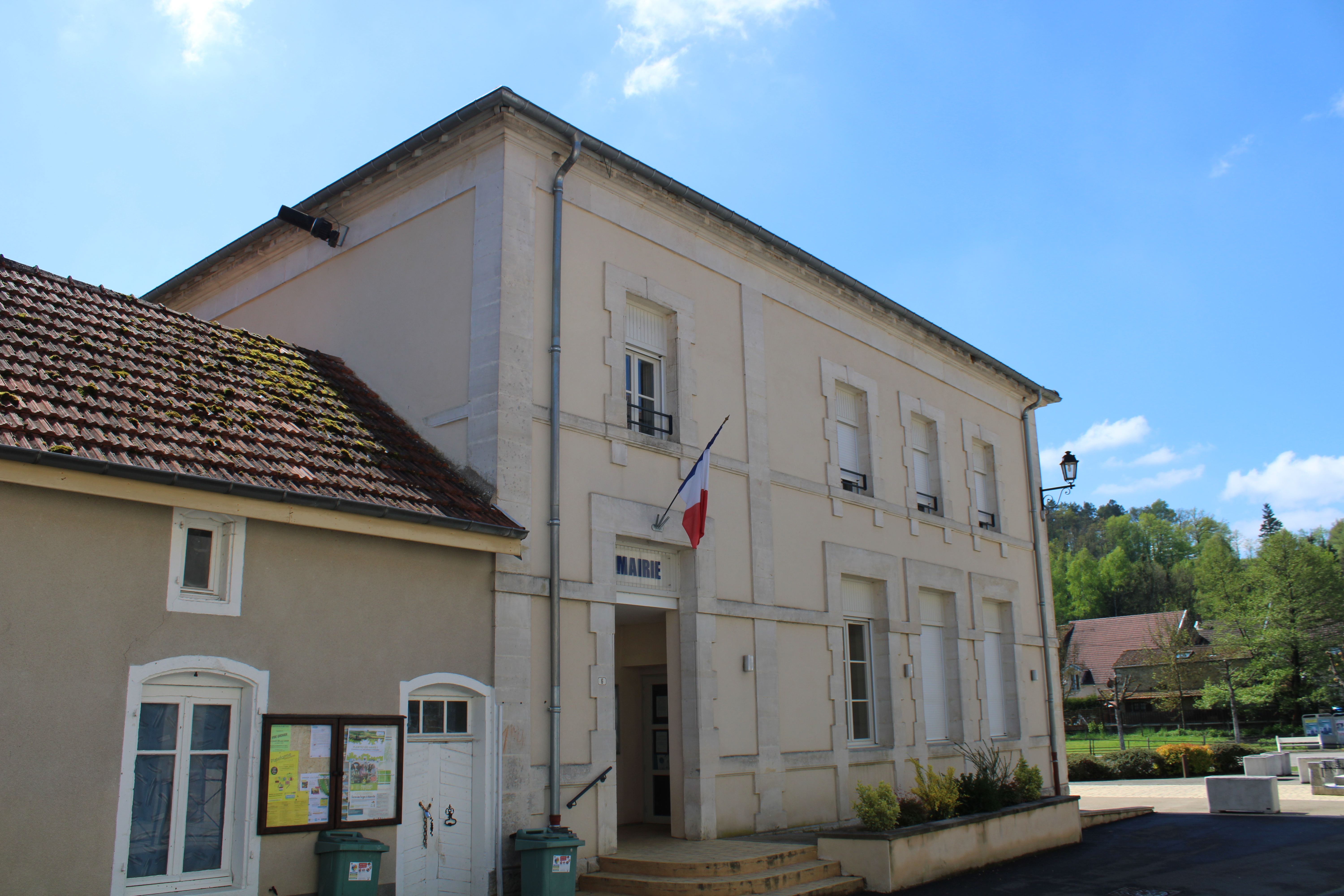
La mairie.

En 2023, le budget de la commune était constitué ainsi :
- total des produits de fonctionnement : 2 354 000 €, soit 1 245 € par habitant ;
- total des charges de fonctionnement : 203 000 €, soit 1 075 € par habitant ;
- total des ressources d'investissement : 54 000 €, soit 287 € par habitant ;
- total des emplois d'investissement : 73 000 €, soit 384 € par habitant ;
- endettement : 334 000 €, soit 1 767 € par habitant.

Avec les taux de fiscalité suivants :
- taxe d'habitation : 11,37 % ;
- taxe foncière sur les propriétés bâties : 28,11 % ;
- taxe foncière sur les propriétés non bâties : 5,13 % ;
- taxe additionnelle à la taxe foncière sur les propriétés non bâties : 0,00 % ;
- cotisation foncière des entreprises : 0,00 %.

Chiffres clés Revenus et pauvreté des ménages en 2021 : médiane en 2021 du revenu disponible, par unité de consommation : 19 250 €.

## Population et société

### Démographie

#### Évolution démographique
L'évolution du nombre d'habitants est connue à travers les recensements de la population effectués dans la commune depuis 1793. Pour les communes de moins de 10 000 habitants, une enquête de recensement portant sur toute la population est réalisée tous les cinq ans, les populations de référence des années intermédiaires étant quant à elles estimées par interpolation ou extrapolation. Pour la commune, le premier recensement exhaustif entrant dans le cadre du nouveau dispositif a été réalisé en 2005.

En 2022, la commune comptait 177 habitants, en évolution de −19,55 % par rapport à 2016 (Vosges : −2,96 %, France hors Mayotte : +2,11 %).
| 1793 | 1800 | 1806 | 1821 | 1831 | 1836 | 1841 | 1846 | 1856 |
| ---- | ---- | ---- | ---- | ---- | ---- | ---- | ---- | ---- |
| 302  | 310  | 341  | 370  | 430  | 473  | 488  | 510  | 505  |

| 1861 | 1866 | 1876 | 1881 | 1886 | 1891 | 1896 | 1901 | 1906 |
| ---- | ---- | ---- | ---- | ---- | ---- | ---- | ---- | ---- |
| 510  | 524  | 466  | 467  | 451  | 410  | 358  | 334  | 340  |

| 1911 | 1921 | 1926 | 1931 | 1936 | 1946 | 1954 | 1962 | 1968 |
| ---- | ---- | ---- | ---- | ---- | ---- | ---- | ---- | ---- |
| 328  | 275  | 280  | 250  | 212  | 218  | 216  | 249  | 250  |

| 1975 | 1982 | 1990 | 1999 | 2005 | 2006 | 2010 | 2015 | 2020 |
| ---- | ---- | ---- | ---- | ---- | ---- | ---- | ---- | ---- |
| 240  | 239  | 219  | 213  | 207  | 207  | 205  | 222  | 188  |

| 2022 | - | - | - | - | - | - | - | - |
| ---- | - | - | - | - | - | - | - | - |
| 177  | - | - | - | - | - | - | - | - |

### Enseignement
Établissements d'enseignements :
- Écoles maternelles et primaires à Coussey, Grand, Liffol-le-Grand, Neufchâteau, Gondrecourt-le-Château,
- Collèges à Liffol-le-Grand, Neufchâteau, Gondrecourt-le-Château, Châtenois.
- Lycées à Neufchâteau.

### Santé
Professionnels et établissements de santé :
- Médecins à Coussey, Neufchâteau, Liffol-le-Grand, Grand, Sauvigny, Gondrecourt-le-Château, Châtenois.
- Pharmacies à Coussey, Neufchâteau, Liffol-le-Grand, Gondrecourt-le-Château, Châtenois, Bourmont, Vicherey, Vaucouleurs, Bulgnéville.
- Hôpitaux à Neufchâteau, Vittel, Joinville, Lamarche, Dommartin-lès-Toul, Mirecourt.

### Cultes
- Culte catholique, Paroisse Saint-Nicolas-Sainte-Jeanne-d'Arc[37], Diocèse de Saint-Dié.

## Économie

### Entreprises et commerces

#### Commerces
- Commerces et services de proximité[38].

## Culture locale et patrimoine

### Lieux et monuments

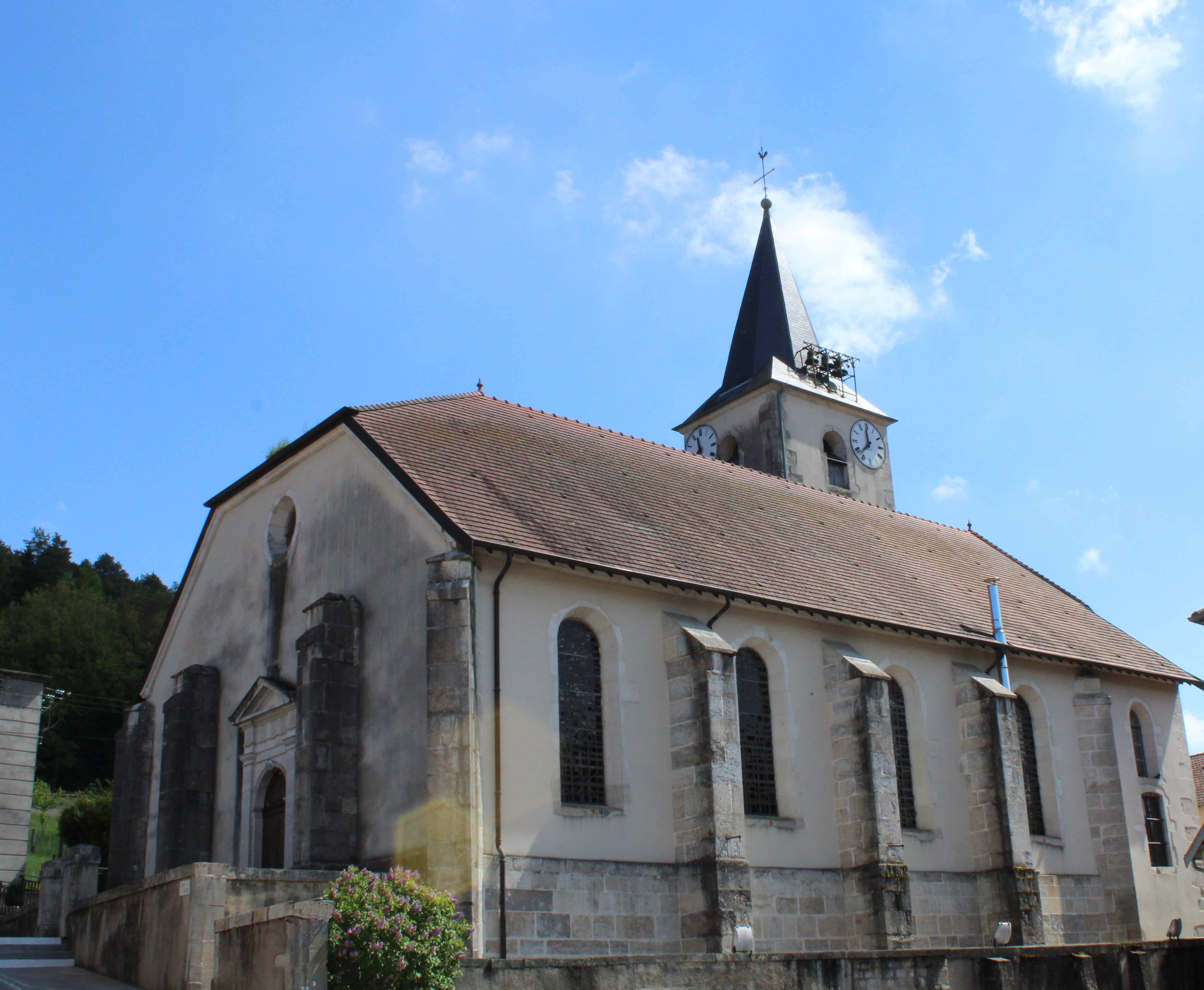
L'église.
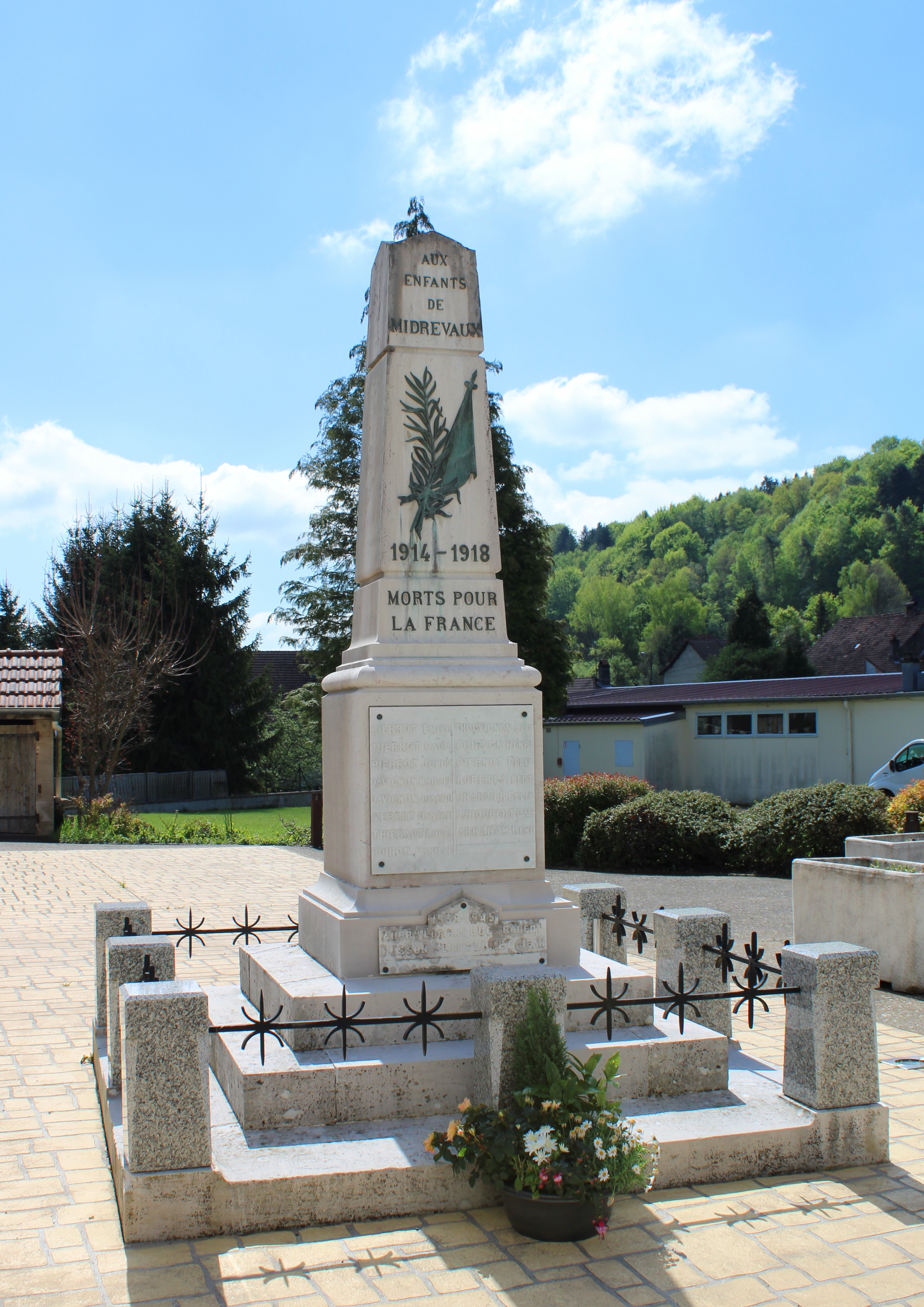
Le monument au mort.
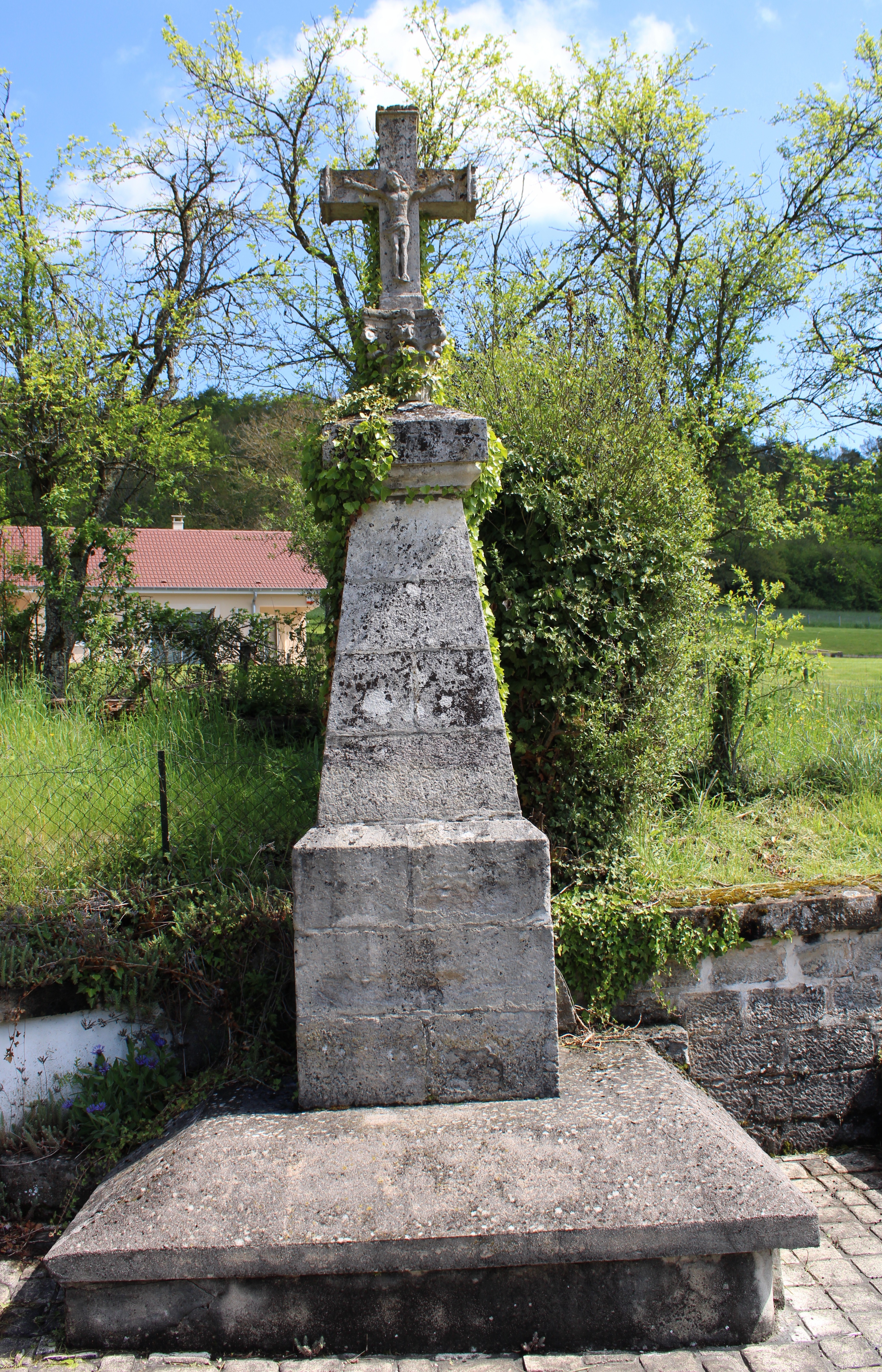
Le calvaire.
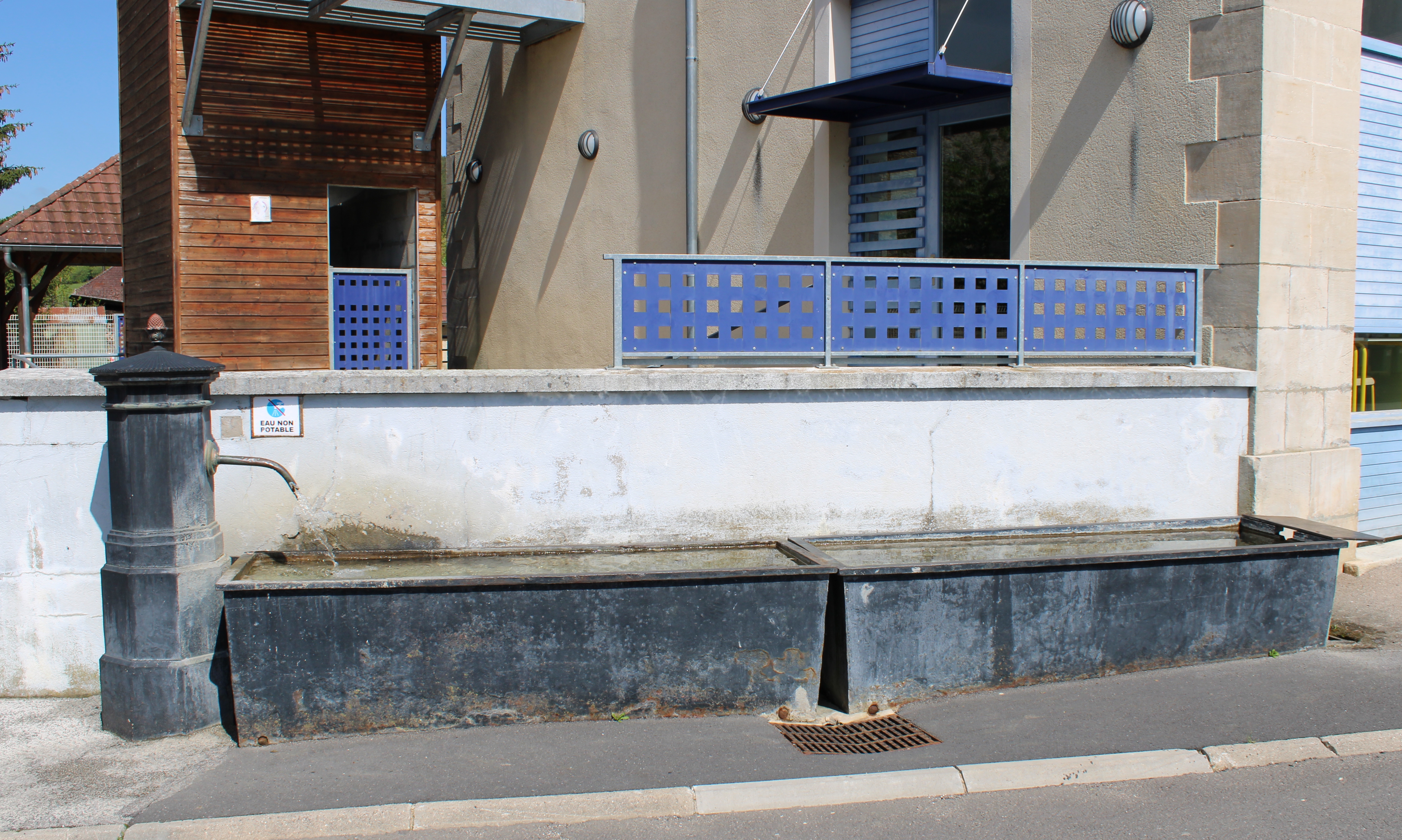
La fontaine de la mairie.
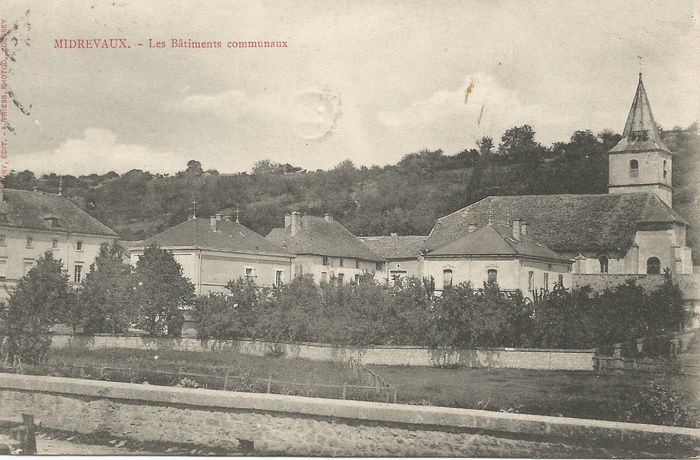
Carte postale du village vers 1910.

- Sur le territoire de la commune passait une voie romaine reliant Grand (Andésina) à Soulosse (Solimariaca). Les vestiges de cette voie sont encore parfaitement visibles dans la forêt de Midrevaux.
- Vestiges d'un château du XIe siècle Le château de Chatillon. Les pierres provenant de la démolition de ce château-fort auraient servi à la construction de la ferme fortifiée de Rorthey.
- L'Église Saint-Rémy[39] :

Patrimoine mobilier :
* Navette à encens ou lampe de sanctuaire
* ampoules à saint chrême et à huile des catéchumènes jumelées
- Fontaine - lavoir - abreuvoir rue de la Chapelle[42].

Statue de Jeanne d'arc, en bronze, posée sur la colonne d'alimentation de la fontaine,.
- Lavoir de la Rue Neuve[45].
- Monument aux morts[46],[47].

### La gare
Pendant près d'un siècle, de 1875 à 1973, Midrevaux avait une gare qui faisait partie de la ligne de chemin de fer de Gondrecourt-le-Château à Neufchâteau. Elle était située à mi-chemin du village et de Sionne.

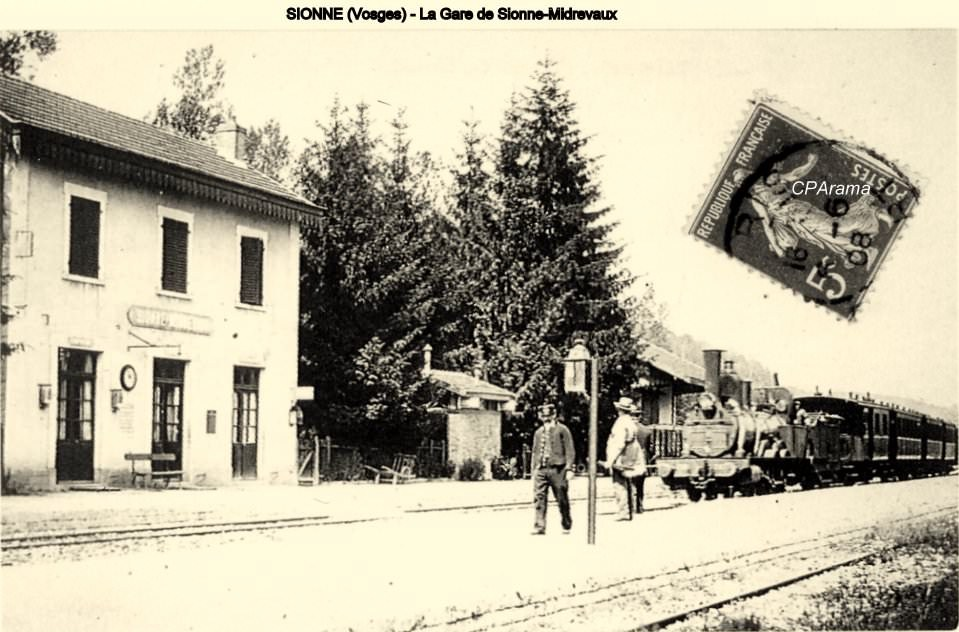
Carte postale de la gare de Sionne-Midrevaux vers 1908.
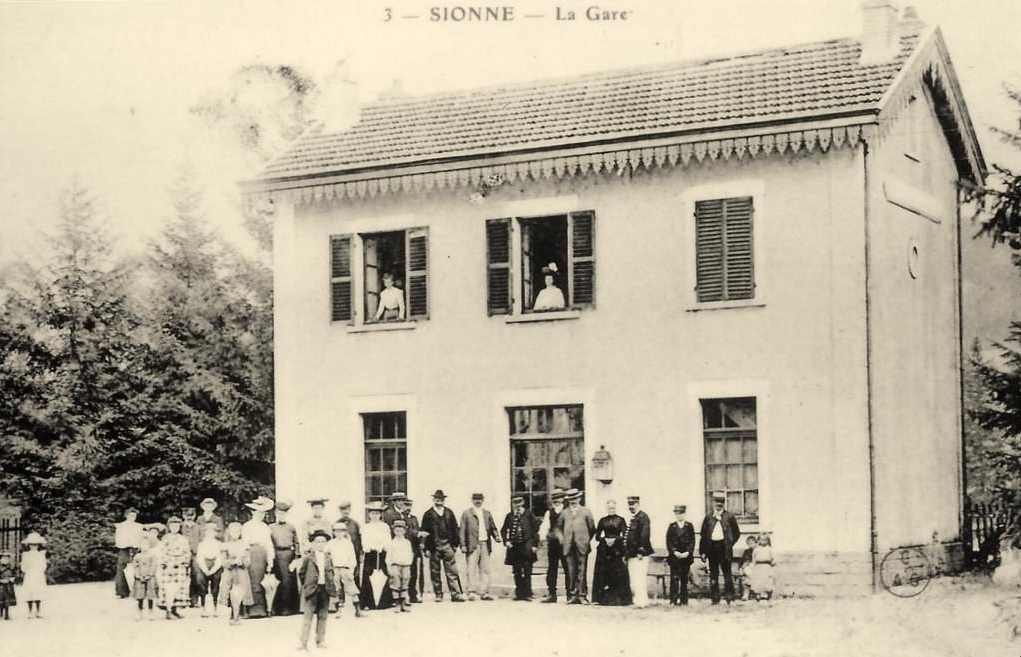
Autre carte postale de la gare dans les années 1900.

### Héraldique
| Blason de Midrevaux | Blason  | D'azur à la lettre onciale M d'or couronnée du même et accompagnée en pointe d'une hydre menaçante à trois têtes d'argent ; vêtu d'or chargé en chef de deux haches d'azur emmanchées de gueules, posées en pal et affrontées. |
| Blason de Midrevaux | Détails | Le M oncial d’or couronné représente la vierge Marie triomphant du démon symbolisé par l’hydre. Le champ d’azur évoque les armes de l’abbaye de Mureau, seigneur du village sous l’ancien régime, qui portait « d’azur chargé d’une vierge Marie d’or ». La partition du vêtu, en pointe dessine le V d’un val ; le M et l’hydre combinés au val constituent des armes parlantes homonymes (phonétiques) pour le toponyme MIDRE-VAUX. Les haches illustrent l’importance des forêts qui environnent le village et les activités et les commerces qu’elles génèrent. Adopté par la municipalité le 3 septembre 2019. |

## Pour approfondir